# Eddie Stoilow
Eddie Stoilow je česká hudební skupina. Jejími členy jsou zpěvák Honza Žampa, klávesista Jakub Šelmeczi, kytarista Tibor Žida, baskytarista Jan Korba a bubeník Lukáš Kuneš. Vznikla v červenci roku 2003. K desce Sorry z roku 2013 vzniklo několik videoklipů. V roce 2012 se skupinou v Polsku hrál na bicí fotbalista Petr Čech. Ten s nimi později spolupracoval ještě několikrát. V roce 2015 skupina vystupovala jako předkapela anglickým Simply Red. Roku 2016 kapela vydala album Jupiter.